# Oishinbo
Oishinbo (美味しんぼ, littéralement "Le Gourmet") est un manga culinaire écrit par Tetsu Kariya et dessiné par Akira Hanasaki. Il raconte les aventures du journaliste gastronomique Shirō Yamaoka et de son équipe. Le manga parait dans le magazine Big Comic Spirits de 1983 à 2008, puis du 23 février 2009 au 12 mai 2014. Après avoir été critiqués par le porte-parole du gouvernement japonais et des responsables de Fukushima pour leur traitement des effets et conséquences du désastre nucléaire de Fukushima, les auteurs et leur éditeur ont décidé de suspendre temporairement la parution de la série,.
Avec 130 millions de volumes commercialisés, c'est l'une des bandes dessinées les plus vendues au monde.

## Personnages principaux
Shirō Yamaoka (山岡 士郎, Yamaoka Shirō)
Il a 27 ans, est journaliste gastronomique au Tōzai Shinbun (東西新聞社) et dirige le projet Menu Ultime (究極のメニュー, Kyūkyoku no menyū). Il est le fils unique de Yūzan Kaibara. C'est un fainéant pour tout ce qui ne concerne pas la nourriture.
Yūko Kurita (栗田 ゆう子, Kurita Yūko)
Elle est l'assistante de Yamaoka et deviendra sa femme. Ils ont deux enfants, Yōji (陽士) et Yumi (遊美).
Yūzan Kaibara (海原 雄山, Kaibara Yūzan)
Kaibara est le père et le rival de Yamaoka, qu'il a formé. Ils ne s'entendent plus, surtout depuis que Kaibara travaille pour le projet Menu Ultime du journal Teito Shinbun (帝都新聞). Kaibara est aussi le directeur et fondateur du Gourmet Club. C'est également un maître potier et un érudit. Son personnage est inspiré de Kitaoji Rosanjin.

## Analyse de l’œuvre

### Style
Le dessinateur Akira Hanasaki alterne deux styles de dessin dans cette série, un dessin réaliste et détaillé, presque photographique, pour la nourriture et un style plus humoristique et caricatural pour les personnages et leurs actions.

### Thèmes
À cause de sa longévité, la série offre un bon panorama des changements qui ont affecté la société japonaise de l'opulence des années 80 au traumatisme de la catastrophe nucléaire de Fukushima.
D'après Lorie Brau, les thèmes suivants sont importants dans Oishinbo :
- les relations entre père et fils ;
- le sens de l'hospitalité et du travail bien fait (omoiyari) ;
- la critique du snobisme culinaire ou gastronomique ;
- l'identité nationale, allant de pair avec la critique de la xénophobie ;
- la critique de la modernisation du Japon ;
- le pouvoir communicatif et social de la nourriture et de la cuisine.

### Controverses
En mai 2014, Oishinbo a été critiqué jusque par le premier ministre du Japon, Shinzo Abe, après la publication dans le magazine Big Comic Spirits de trois épisodes se déroulant dans la préfecture de Fukushima.
Un des personnages y accusait la compagnie Tepco et le gouvernement de traiter la situation de façon irresponsable après le désastre nucléaire de Fukushima. Les critiques de la BD ont reproché en particulier l'attribution de saignements de nez aux radiations.
Le scénariste, Tetsu Kariya, a déclaré qu'il a effectué des recherches sur le sujet pendant deux ans et qu'il est de son devoir de dire la vérité.
Les phrases controversées du manga viennent d'interviews menées par Kariya, notamment une interview de l'ancien maire du village de Futaba, Katsutaka Idogawa, qui apparaît sous son vrai nom dans l'épisode.
Quelques changements ont été apportés lors de la publication au format livre en décembre 2014 ; par exemple, le lien entre les saignements de nez et les radiations est explicitement nié.

## Manga

### Traduction
Viz Media a publié une sélection représentative de l'œuvre en 7 volumes thématiques (en anglais) : Oishinbo à la carte.

### Tirages
Les aventures de Oishinbo ont été rassemblées en 110 tankōbon, vendus en moyennes à 1,2 million d’exemplaires, pour un total de plus de 130 millions de livres.

## Adaptations
Le manga a été adapté en dessin animé de 136 épisodes pour TV Asahi du 17 octobre 1988 au 17 mars 1992.
Il existe aussi des jeux vidéo :
- Oishinbo: Kyukyoku no Menu 3bon Syoubu (Famicom, 1989, Tose)
- Oishinbo: DS Recipe Shuu (Nintendo DS, 2007, Namco Bandai Games)

Le manga a aussi été adapté à la télévision et au cinéma avec acteurs:
- Oishinbo 2 (1995), dirigé par Meiji Fujita
- Oishinbo (1996), dirigé par Azuma Morisaki

## Prix et récompenses
- 1987 : Prix Shōgakukan, catégorie « Général »